# Distretto di Bir Bou Haouch
Il distretto di Bir Bou Haouch è un distretto della provincia di Souk Ahras, in Algeria.

## Comuni
Il distretto comprende 3 comuni:
- Bir Bou Haouch
- Zouabi
- Safel El Ouiden